# 委內瑞拉大牙甲鯰
委內瑞拉大牙甲鯰，為輻鰭魚綱鯰形目甲鯰科的其中一種，為熱帶淡水魚，分布於南美洲委內瑞拉奧里諾科河西部流域，體長可達13.7公分，棲息在底層水域，生活習性不明。